# Jack Young
Pour les articles homonymes, voir Young.
 (avril 2010).
Si vous disposez d'ouvrages ou d'articles de référence ou si vous connaissez des sites web de qualité traitant du thème abordé ici, merci de compléter l'article en donnant les références utiles à sa vérifiabilité et en les liant à la section « Notes et références ».
John « Jack » Young (né en 1895 – mort en 1952) est un joueur de football évoluant aux postes de défenseur et ailier. 
Il a joué pour Southend United, West Ham United et Queens Park Rangers.

## Carrière
West Ham le recrute pour 600 livres à Southend en 1919, et Young joue ensuite à 188 reprises pour le club et marque 3 buts. 
Il fait partie de l'équipe qui obtient la promotion en première division et qui a disputé la célèbre finale de la Coupe d'Angleterre de football de 1923, première finale de la Coupe d'Angleterre disputé à Wembley, lors de la saison 1922-1923.
Il rejoint les Queens Park Rangers en 1925.